# Alleanza per un'Albania Europea
L'Alleanza per un'Albania Europea (in albanese Aleanca per Shqipërine Europiane, ASE) è una coalizione elettorale albanese di centrosinistra.
L'ASE è stata formata per le elezioni parlamentari albanesi del 2013 ed è composta da ben 37 partiti, i cui principali sono il Partito Socialista d'Albania (PSSH), il Movimento Socialista per l'Integrazione (LSI), il Partito dell'Unione per i Diritti Umani (PBDNJ), il Partito Socialdemocratico d'Albania (PSD), Partito Cristiano Democratico d'Albania (PKDSH).
Le elezioni hanno premiato la coalizione che ha eletto all'Assemblea di Albania 84 deputati (contro i 56 della rivale Alleanza per l'Impiego, il Benessere e l'Integrazione): 66 al PS, 16 al LSI, e uno a testa per PBDNJ E PKDSH.